# فابريزيو مورتي
فابريزيو مورتي (بالإيطالية: Fabrizio Moretti)‏ هو طبال لفرقة الروك المستقل ذا ستروكس .

## نشأته
ولد مورتي في في ريو دي جانيرو، البرازيل لأب إيطالي وأم برزيلية. انتقلت عائلته إلى مدينة نيو يورك عندما كان عمره 3 سنوات .

## روابط خارجية
- فابريزيو مورتي على موقع IMDb (الإنجليزية)
- فابريزيو مورتي على موقع الموسوعة البريطانية (الإنجليزية)
- فابريزيو مورتي على موقع ميوزك برينز (الإنجليزية)
- فابريزيو مورتي على موقع إن إن دي بي (الإنجليزية)
- فابريزيو مورتي على موقع ديسكوغز (الإنجليزية)
- فابريزيو مورتي على موقع قاعدة بيانات الفيلم (الإنجليزية)